# Konkurrensstrategier
Konkurrensstrategier är strategier för att nå fördelar gentemot sina konkurrenter som företag använder för att få övertag på marknaden.

## Basstrategier

### Kostnadsledarskap
Kostnadsledarskapsstrategin är när företaget jobbar för att få det lägsta möjliga priset på sina varor och tjänster. Fördelen med kostnadsledarskap är att med de låga priserna kan företaget locka fler kunder. Nackdelen med strategin är att många företag satsar på att vara billigast och då kan priserna tryckas ner lågt, vilket gör att branschen inte längre är lönsam.

### Differentiering
Differentieringsstrategin innebär att företaget har en annorlunda produkt och därmed sticker ut från sina konkurrenter. Oftast har inte de företag som använder differentieringsstrategin de lägsta priserna, utan de lägger sig på en högre prisnivå.

### Fokus
Fokusstrategin är att företaget riktar in sig på en mindre del av marknaden. Istället för att gå efter hela marknaden fokuserar företagen på en nischad del. Strategin går ut på att vara bäst i den nischade delen av marknaden som företaget valt.

## Värdestrategier
Andra marknadsstrategier som företag kan använda är värdediscipliner. Värdediscipliner innebär att företagen får ledarpositioner genom att leverera det bästa värdet till kunderna.

### Operationell överlägsenhet (Operational excellence)
Företaget får bästa värdet genom att ha bästa pris och största bekvämligheten i sin bransch.  De jobbar på att ha låga kostnader och effektiva värdeutdelningssystem. Företaget tjänar kunderna som vill ha bra, kvalitativa produkter till låga priser eller billiga lättillgängliga tjänster.

### Kundnärhet (Customer intimacy)
Företaget får bästa värdet genom att välja en viss del av marknaden att fokusera på och då kunna göra skräddarsydda erbjudanden till de kunder företaget valt att inrikta sig på. Företaget satsar mycket på att bygga upp en bra kundrelation med sina kunder. Kunderna betalar ofta lite högre pris, men får då exakt vad de vill ha.

### Produktledarskap (Product leadership)
Företaget får bästa värdet genom att erbjuda en uppsättning av ledande produkter och tjänster på marknaden. Företaget ger kunderna de senaste och bästa produkterna som finns på marknaden oavsett priserna och besväret.

## Strategier för marknadsledare
Det som kännetecknar en marknadsledare är ett starkt marknadsinflytande gentemot såväl konkurrenter som kunder. Marknadsledaren får flera attacker från konkurrerande företag och behöver konstant ha koll på andra bolag. För att kvarstå som ett ledande företag finns det tre olika strategier.

### Öka den totala efterfrågan
Marknadsledare kan öka den totala efterfrågan genom tre olika metoder. En av metoderna är att hitta nya användare till produkten. En annan metod är att utveckla en ny användning för den gällande produkten. För att vidga marknaden kan företagen även öka användningen av produkten genom att övertyga de existerande kunderna att använda produkten mer per tillfälle eller oftare.

### Försvara sin position
Marknadsledare måste skydda verksamheten mot konkurrenternas attacker. För att skydda den ledande positionen måste företagen först och främst åtgärda sina brister för att inte ge några möjligheter till konkurrenterna. Det värde som kunderna ser i varumärket ska vara förenligt med priset samt att företagen uppfyller värdelöftet. Företagen måste hålla goda relationer med lönsamma kunder.
Den mest effektiva formen av försvar är attacken och företagen kan ge respons i form av kontinuerlig innovation. Marknadsledaren nöjer sig inte utan går till motattack genom att till exempel bredda sortimentet eller leder industrin till nya produkter. Marknadsledaren reagerar beslutsamt vid en attack.

### Öka marknadsandelar
Marknadsledare kan växa genom att öka sina marknadsandelar ytterligare, en liten ökning innebär oftast stora försäljningsökningar. Företag med mindre marknadsandelar kan visa upp högre lönsamhet än företag med högre marknadsandelar, det ska inte kosta alltför mycket med en ökning av marknadsandelar. Att sänka enhetspriset (kostnad per styck) eller genom att erbjuda överlägsen kvalité med ett högre pris än kostnaden för kvalitetsförbättringen, ökar marknadsandelar som tenderar att ge högre vinst.

## Strategier för marknadsutmanare
En marknadsutmanare (Market challenger) attackerar konkurrenter i ett försök att ta över marknaden eller att ta marknadsandelar. Ett företag kan välja att utmana ”ledaren” inom marknaden eller att utmana företag i sin egen storlek. Det viktiga är att utmanaren väljer sina motståndare noggrant och har ett definierat och uppnåeligt mål.
Utmanaren kan attackera med två olika attackstrategier:
- Frontal attack: utmanaren attackerar konkurrenters styrkor istället för svagheter.
- Indirekt attack: utmanaren attackerar konkurrenters svagheter istället för styrkor.

## Strategier för följare
En strategi för följare (Market follower strategies) handlar om att företag kan välja en marknadsföringsstrategi som går ut på att de följer det marknadsledande företaget eller företagen i deras sätt att nå ut till sin marknad. 
Denna strategi används framförallt då företagen har liknande varor eller tjänster. Genom att välja denna strategi kan företaget spara pengar på sin egen marknadsföring då de följer det ledande företaget när de gör sin marknadsföring. Ett exempel på en följande marknadsföringsstrategi är när det marknadsledande företaget samlar in information om sin marknad och dess kunder för att utveckla sin egen verksamhet genom att exempel sänka priset på sina varor. Då kan det följande företaget som säljer samma vara eller tjänst ta del av konkurrentens strategi och utveckla den till sin egen och samtidigt då spara in pengar på insamlande av information och uppbyggnad av strategin. Denna strategi leder oftast inte till att företaget övertar det marknadsledande företaget men det kan leda till att de uppnår liknande lönsamhet. För att företag ska kunna konkurrera med denna strategi krävs oftast att de håller låga tillverkningskostnader och priser eller hög produkt- och servicekvalitet.

## Strategier för nischföretag
En nischmarknadsföring (Market nicher strategies) är en strategi som innebär att ett företag väljer att specificera sig inom ett visst område eller marknadssegment inom en marknad istället för att tackla hela marknaden.
Det är främst mindre företag som använder sig av denna strategi men det kan också vara en avdelning inom ett större företag som fokuserar på en mindre del av marknaden. Den här strategin är användbar när företag har en liten marknadsandel. Den främsta anledningen till att den här strategin fungerar och är lönsam är att företagen som har en nisch kan sin kundgrupp så pass väl att de blir det bästa valet för konsumenten och får därmed ett mervärde i sin produkt. Detta skapar också ofta en bra marginal för nischföretaget som därmed kan sälja i mindre volymer än de stora företagen, men uppnå samma lönsamhet.